# Lijst van voetbalinterlands Burundi - Zuid-Afrika
Deze lijst van voetbalinterlands is een overzicht van alle officiële voetbalwedstrijden tussen de nationale teams van Burundi en Zuid-Afrika. De landen speelden tot op heden twee keer tegen elkaar. De eerste ontmoeting was een kwalificatiewedstrijd voor de Afrika Cup 2004 op 12 oktober 2002 in Bloemfontein. Het laatste duel, de returnwedstrijd in dezelfde kwalificatiereeks, werd gespeeld in Bujumbura op 6 juli 2003.

## Wedstrijden
| № | Plaats       | Datum           | Competitie                   | Wedstrijd             | Uitslag |
| - | ------------ | --------------- | ---------------------------- | --------------------- | ------- |
| 1 | Bloemfontein | 12 oktober 2002 | Afrika Cup 2004 kwalificatie | Zuid-Afrika − Burundi | 2 − 0   |
| 2 | Bujumbura    | 6 juli 2003     | Afrika Cup 2004 kwalificatie | Burundi − Zuid-Afrika | 0 − 2   |

## Samenvatting
| Competitie              | Totaal gespeeld | Winst Burundi | Gelijk | Winst Zuid-Afrika | Doelsaldo Burundi – Zuid-Afrika |
| ----------------------- | --------------- | ------------- | ------ | ----------------- | ------------------------------- |
| Afrika Cup-kwalificatie | 2               | 0             | 0      | 2                 | 0 − 4                           |
| Totaal                  | 2               | 0             | 0      | 2                 | 0 − 4                           |

Wedstrijden bepaald door strafschoppen worden, in lijn met de FIFA, als een gelijkspel gerekend.